# 鹽水竹埔國小時鐘座
23°16′02″N 120°14′47″E / 23.267105°N 120.246416°E
鹽水竹埔國小時鐘座是臺灣臺南市的文化資產，位於鹽水區，於民國九十八年（2009年）5月11日公告為歷史建築。除了這座時鐘座之外，另一個列為臺南市文化資產的時鐘座是鹽水歡雅國小時鐘座。

## 沿革
鹽水竹埔國小原本是歡雅國民學校（今歡雅國小）竹埔分校，於民國四十八年（1959年）7月獨立為竹埔國民學校，當年的應屆畢業生捐贈此座時鐘座給母校。

## 建築
時鐘座為磚石混合結構，對聯出自鹽分地帶書法家王英雄之手。